# Сухопутні війська Тунісу
Туніська національна армія (фр. Armée nationale tunisienne: араб. جيش البر التونسي) — сухопутні війська Тунісу, один з трьох видів національних збройних сил.

## Історія
Сучасні сухопутні війська Тунісу мають свої витоки від часів французького протекторату (1881–1956). Французи охоче брали до лав армії тунісців. Ними як правило укомплектовувалися підрозділи спагів (легка кавалерія) і тиральєрів (легка піхота). Ці частини брали участь в Наполеонівських війнах, Першій і Другій світових війнах, а також у військових діях Франції в Індокитаї до 1954 року включно.
Сухопутні війська — перший з трьох видів збройних сил Тунісу. Створені 24 червня 1956 року відповідно до одного з перших актів уряду Хабіба Бурґіби, після здобуття незалежності Тунісу від Франції: першою частиною Туніської національної армії став сформований 30 червня 1956 року загальновійськовий полк. Необхідне озброєння і спорядження молода держава взяла з французьких запасів. На початку збройні сили Тунісу були нечисленні і включали в основному піхотні частини, сформовані з колишніх військовослужбовців французьких колоніальних військ і особистої гвардії бея, що був номінальним правителем країни в період французького протекторату. Нова туніська армія спочатку включала 25 офіцерів, 250 унтер-офіцерів і 1250 особового складу, що перейшли зі служби в збройних силах Франції, а також 850 колишніх бейських гвардійців. Основу нової армії складали колишні солдати колоніальних військ, які мали добру підготовку і реальний бойовий досвід, отриманий в битвах Другої світової війни і війни в Індокитаї, де брали участь три туніських батальйони. Однак при формуванні національних збройних сил Туніс зіткнувся з великими труднощами, зокрема відсутністю офіцерських кадрів і технічних фахівців, низькою дисципліною, недостачею сучасного озброєння. Крім того, на території Тунісу продовжували залишатися французькі війська. Близько чотирьох тисяч тунісців продовжували службу в ЗС Франції до 1958 року.
Новоствореній туніській армії довелося майже відразу після формування вступити в бойові дії проти них в південних районах уздовж кордону з Алжиром. До 1959 року майже всі французькі військові формування з території Тунісу були виведені, а туніські підрозділи поповнили національні збройні сили — чисельність армії зросла до 6000. Обов'язковий призов введений у січні 1957 року, а також дозволив до 1961 року збільшити чисельність збройних сил до 20 тисяч осіб і сформувати дванадцять батальйонів.
Першим серйозним випробуванням для туніської армії стала бізертинська криза. Небажання військово-політичного керівництва Франції евакуювати військово-морську базу в Бізерті — одному з найбільших міст і портів країни призвело до військового конфлікту 19 — 22 липня 1961. Франко-туніська війна 1961 року стала першою великою операцією ЗС Тунісу, які зазнали в ході неї значних втрат. Досвід цих боїв показав необхідність реорганізації та переоснащення національних збройних сил Тунісу.

## Структура Туніської національної армії
Чисельність сухопутних військ ЗС Тунісу складає близько 27 тис. осіб. Основним тактичним з'єднанням в СВ Тунісу є бригада. Всього в сухопутних військах три мотопіхотні і одна піхотна (Сахарська) бригади. Дислокацію частин і підрозділів кожного із з'єднань визначає військово-адміністративний поділ території країни на військові округи з штабами бригад у містах Беджа, Кайруан, Габес, Ремада. Військові підрозділи, дислоковані в столиці країни місті Туніс, ряд інших частин і підрозділів центрального підпорядкування входять в Центральний військовий округ. Ці військові формування мають свої зони відповідальності, відповідна взаємодія організована при цьому через штаб сухопутних військ.

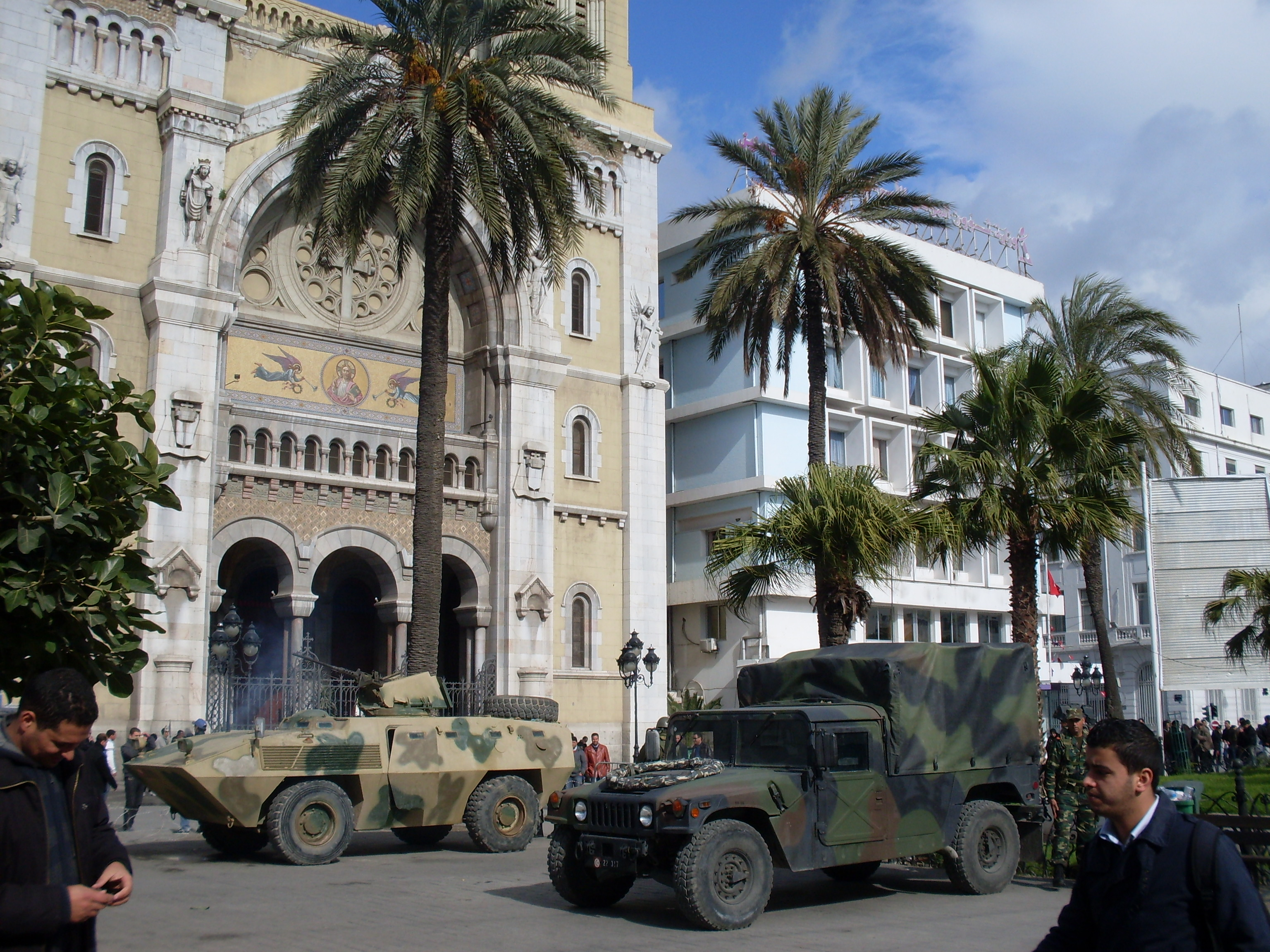
ББМ FIAT 6614 і Хамві

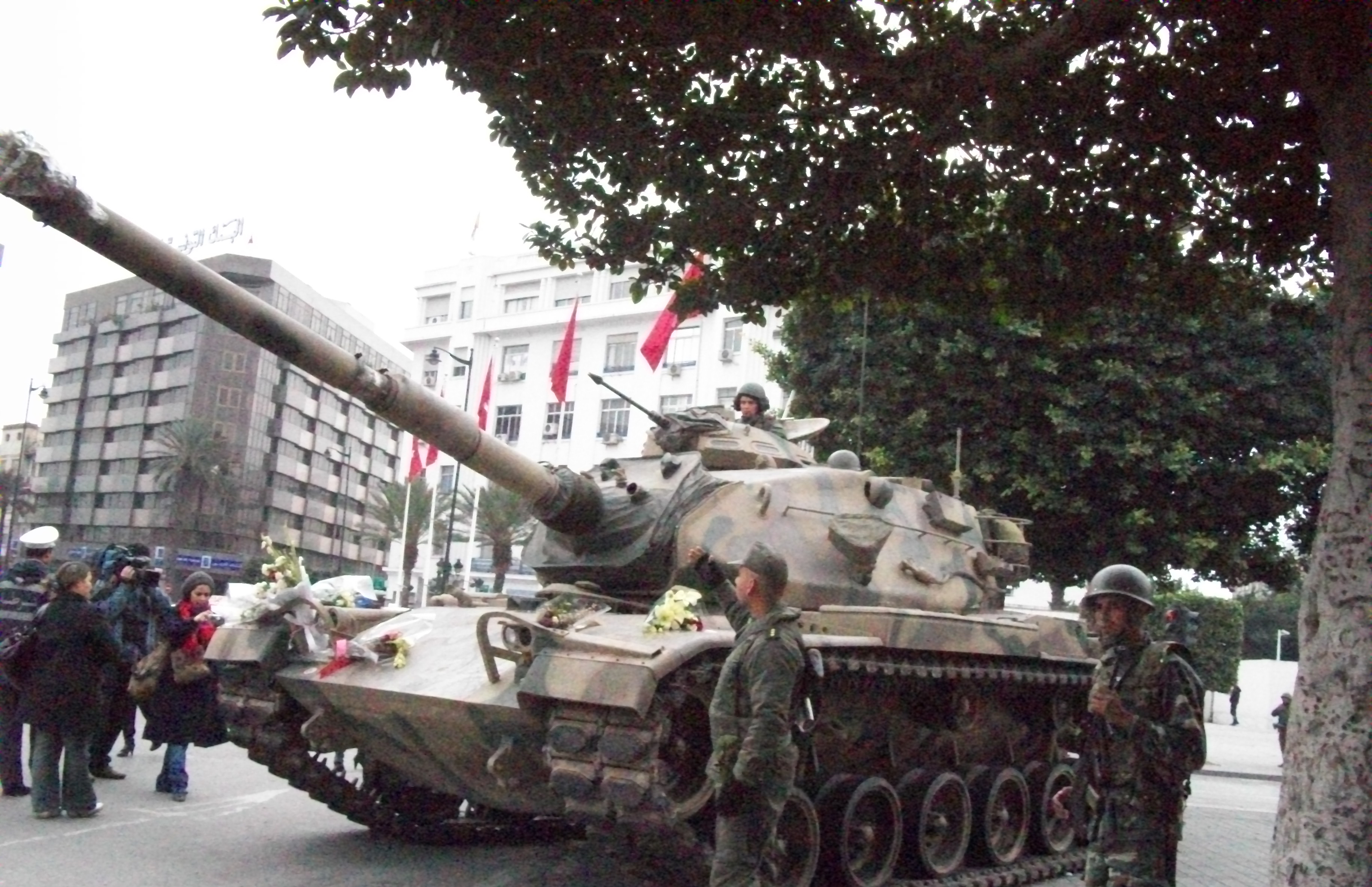
ОБТ M60

### Бойовий склад сухопутних військ Тунісу
- Військові округи — 5;
- Бригади — 4:
  - мотопіхотні — 3,
  - піхотна (Сахарська) — 1
- Окремі полки — 7:
  - танкові — 2,
  - розвідувальний — 1,
  - протитанковий — 1,
  - інженерний — 1,
  - зв'язку — 1,
  - автотранспортний — 1,
  - військової поліції — 1
- Група спеціального призначення — 1;
- Центр зв'язку — 1;
- Навчальні центри — 5.

### Озброєння
Згідно з даними IISS The Military Balance на 2010 рік Сухопутні війська Тунісу мали у своєму розпорядженні таку техніку:
| M60A1                         | США             | основний бойовий танк   | 30  |                                            |
| M60A3                         | США             | основний бойовий танк   | 54  |                                            |
| SK-105 Кірасир                | Австрія         | легкий танк             | 48  |                                            |
| Бойові розвідувальні машини   |                 |                         |     |                                            |
| AML-90                        | Франція         | БРМ                     | 40  |                                            |
| Саладін                       | Велика Британія | БРМ                     | 20  |                                            |
| Бронетранспортери             |                 |                         |     |                                            |
| M113A1/A 2                    | США             | бронетранспортер        | 140 |                                            |
| Engesa EE-11 Urutu            | Бразилія        | бронетранспортер        | 18  |                                            |
| FIAT 6614                     | Італія          | бронетранспортер        | 110 |                                            |
| Буксирувана польова артилерія |                 |                         |     |                                            |
| M101A1/A2                     | США             | 105-мм гаубиця          | 48  |                                            |
| M114A1                        | США             | 155-мм гаубиця          | 12  |                                            |
| M198                          | США             | 155-мм гаубиця          | 55  |                                            |
| Міномети                      |                 |                         |     |                                            |
|                               |                 | 81-мм міномет           | 95  |                                            |
|                               |                 | 107-мм міномет          | 48  | включаючи самохідні                        |
| Brandt                        | Франція         | 120-мм міномет          | 18  |                                            |
| Протитанкові засоби           |                 |                         |     |                                            |
| M901 ITV                      | США             | самохідний ПТРК         | 35  | на шасі M113A1, для пуску TOW              |
| MILAN                         | Франція         | переносний ПТРК         | 500 |                                            |
| BGM-71 TOW                    | США             | переносний ПТРК         | 55  |                                            |
| LRAC F1                       | Франція         | РПГ                     | 300 |                                            |
| M-20 Супербазука              | США             | РПГ                     | 300 |                                            |
| Техніка ППО                   |                 |                         |     |                                            |
| MIM-72 Chaparral              | США             | ЗРК                     | 26  |                                            |
| RBS 70                        | Швеція          | ПЗРК                    | 60  |                                            |
| M42 Дастер                    | США             | ЗСУ                     | 12  |                                            |
| M55 (зенітна установка)       | Югославія       | 20-мм зенітна установка | 100 |                                            |
| Тип 55/Тип 65                 | КНР             | 37-мм зенітна установка | 15  | китайські варіанти 61-К                    |
| РЛС                           |                 |                         |     |                                            |
| RASIT                         | Франція         | РЛС                     |     | розвідка наземних цілей, наводка артилерії |

## Знаки розрізнення

### Офіцери
| Категорії               | Офіцери  | Офіцери           | Офіцери       | Офіцери           | Офіцери   | Офіцери      | Офіцери | Офіцери | Офіцери           | Офіцери   |
| ----------------------- | -------- | ----------------- | ------------- | ----------------- | --------- | ------------ | ------- | ------- | ----------------- | --------- |
| Погон                   |          |                   |               |                   |           |              |         |         |                   |           |
| Туніське звання         | فريق أول | فريق              | أمير لواء     | عميد              | عقيد      | مقدم         | رائد    | نقيب    | ملازم أول         | ملازم     |
| Український відповідник | Генерал  | Генерал-лейтенант | Генерал-майор | Бригадний генерал | Полковник | Підполковник | Майор   | Капітан | Старший лейтенант | Лейтенант |

### Підофіцери і солдати
| Категорії               | Підофіцери | Підофіцери | Підофіцери | Підофіцери | Підофіцери | Підофіцери | Підофіцери | Солдати  | Солдати |
| ----------------------- | ---------- | ---------- | ---------- | ---------- | ---------- | ---------- | ---------- | -------- | ------- |
| Погон                   |            |            |            |            |            |            |            |          |         |
| Туніське звання         | وكيل أعلى  | وكيل أول   | وكيل       | عريف أول   | عريف       | رقيب أول   | رقيب       | جندي أول | جندي    |
| Український відповідник |            |            |            |            |            |            |            |          |         |